# José Gualberto Padilla
José Gualberto Padilla (San Juan, 1829-1896) fue un médico, poeta, periodista y político puertorriqueño, abnegado defensor de la independencia de aquel territorio.

## Biografía
Nacido en 1829, estudió en Santiago de Compostela en 1844 y en Barcelona en 1846, hasta que se doctoró en medicina, profesión que ejerció en su tierra desde que volvió a ella en 1858. Escribió en sus viajes acerca de la cabalgadura y poesías de variada entonación y métrica, y se destacó en la sátira, gracias, según Cejador y Frauca, a su «chispeante ingenio». «Tuvo maravillosa afluencia versificadora, naturalidad, elegancia, vis cómicosatírica y maneja el tesoro del idioma con soltura, despilfarro y donaire», abunda sobre él en su Historia de la lengua y literatura castellana. En ocasiones firmaba con el seudónimo «El Caribe». Entre sus obras se cuentan En el combate y A la muerte de Alejandro Tapia y Ribera (1883). Padilla, firme defensor de la aspiración a la independencia de Puerto Rico, falleció en 1896.